# Lifestyle (Fernsehsender)
Lifestyle war ein britischer Fernsehsender, der ab 30. Oktober 1985 unverschlüsselt zunächst über Kabel und Intelsat und ab März 1989 auch über den Transponder 5 des Astra 1A-Satelliten – und somit auch in Deutschland – empfangen werden konnte. Das Programm bestand aus Magazinen, Shows, Serien, Teleshopping und Spielfilmen.
Betrieben wurde der Sender von der Fernsehsparte WHSTV des britischen Unternehmens WHSmith, die unter anderem Hauptgesellschafter des bis zur Fusion mit dem Sender Eurosport im Jahr 1993 verbreiteten Fernsehsenders Sportkanal war.

## Empfang
Der Sender teilte sich den Transponder bis zur offiziellen Abschaltung am 24. Januar 1993 mit The Children`s Channel, der werktags von 6 Uhr bis 11 Uhr und an den Wochenenden bis 13 Uhr sein Programm ausstrahlte. Zeitweilig wurde auf diesem Kanal auch täglich von 21 Uhr bis 23 Uhr das Programm vom japanischsprachigen Fernsehsender JSTV (Japan Satellite Television) verbreitet. Nach dessen Umzug auf den Satelliten Astra 1B belegte Lifestyle die dazugewonnene Sendezeit für die überwiegende Ausstrahlung von Teleshoppingangeboten.
Der offizielle Sendebetrieb wurde mit Ablauf des 24. Januar 1993 eingestellt. Ab dem Folgetag übernahm der neu gestartete deutsche Fernsehsender VOX zunächst täglich ab 13 Uhr den Transponder. Indirekt wurde der Sendebetrieb von Lifestyle jedoch noch weitere 6 Jahre aufrechterhalten. Zunächst wurden noch wochentags zwischen 11 Uhr und 13 Uhr unter der Bezeichnung Sell-A-Vision die Lifestyle-Teleshopping-Fenster weitergeführt. Nach der im Jahresverlauf 1993 erfolgten Abschaltung des ebenfalls noch auf diesem Transponder verbliebenen ehemaligen paneuropäischen The Children's Channel, der als Vorreiter von TV-Sendern wie Nick betrachtet werden kann, wurde das Shoppingfenster werktags auf die Sendezeiten von 5 Uhr bis 11 Uhr verlegt, an den Wochenenden wurde es bis 13 Uhr ausgestrahlt. Im Februar 1999 endete die Ausstrahlung von Sell-A-Vision und somit auch faktisch der Sendebetrieb von Lifestyle endgültig.

## Programm
Lifestyle sendete unter anderem Shows aus den USA (zum Beispiel Oprah und Sally Jesse Raphael) sowie zahlreiche Soaps/Telenovelas, wie beispielsweise Search For Tomorrow und The Edge of Night. Auch Serien neueren Datums, zum Beispiel Remington Steele und Divorce Court, wurden im Original ausgestrahlt. An den Wochenenden wurde mit einem leicht abgewandelten Senderlogo gesendet und das Label Weekend-Lifestyle verwendet. Darunter wurden überwiegend Spielfilme und Serien älteren Datums aus amerikanischer Produktion, zum Beispiel Annie Oakley gesendet. Auch Spielshows, wie beispielsweise Lingo, Classic Concentration, The Joker's Wild und Supermarket Sweep, welche allesamt aus den USA importiert wurden, waren Bestandteil des wöchentlichen Programmes.
Breiten Raum nahmen 30-minütige Commercial Presentations aus den USA ein (Teleshopping), zum Beispiel die Sendereihe Amazing Discoveries mit dem 2003 verstorbenen Mike Levey. Im Gegensatz zum restlichen Programm wurden die Teleshoppingfenster auch in deutscher Sprache ausgestrahlt.
Täglich ab 23 Uhr strahlte Lifestyle bis 6 Uhr morgens die Lifestyle Satellite Jukebox aus, bei der sich Zuschauer per Telefonvoting Musikvideos wünschen konnten. Damit wurde bereits Anfang der 1990er ein bis heute von Musiksendern praktiziertes Auswahlverfahren angewendet. Dieser Programmblock richtete sich unter anderem an die Zuschauer aus Deutschland.

## Paneuropäischer Sender
Zusammen mit Sendern wie Europa TV (1986), Sky Channel (bis 1989, vor dem Einstieg Murdochs) oder dem European Business Channel (bis 1990) gehörte Lifestyle zu den Protagonisten eines paneuropäischen Fernsehens, das bis heute aufgrund der vielen seitdem gestarteten nationalen Sender nicht wieder Realität geworden ist. Für wenige Jahre gab es für die Kabel- und Satellitenhaushalte überall in Europa gleiche Sender, während heute aufgrund der Verschlüsselung und anderer Faktoren die Fernsehmärkte fast überall länderspezifisch sind (Beispiel: MTV Europe bis 1997, heute eigene MTVs in den meisten Ländern).